# Чичак трака
Чичак трака је материјал од синтетике који може да се лепи и који има примену у одевању, али се може наћи и на другим предметима.

## Историја
Проналазак чичак траке је заправо пример биомиметике, с обзиром да узор за овај производ потиче из природе. Проналазак се приписује швајцарском инжењеру Жоржу де Местралу, који је у пролеће 1941. дошао на идеју, а потом, након година усавршавања и патентирао чичак траку 1955. На идеју је дошао посматрајући како се чичак качи за крзно његовог пса, али и на његову одећу. Материјал је назвао велкро. Назив потиче од спајања француских речи velours (сомот) и crochet (кука). Део јавности попут Стивена Вогела или Вернера Нахтигала сматрају чичак траке кључним примером инспирације из природе или копирања природних механизама (који се називају бионика или биомимеза).
Велики пробој који је направио Де Местрал је размишљање о затварању на куку и ушицу у знатно смањеном обиму. Закопчивачи на куке и ушице су били уобичајени вековима, али оно што је било ново у вези са чичак тракама је минијатуризација кукица и ушица. Смањење кука довело је до две друге важне разлике. Прво, уместо једноструке линије кукица, закопчивачи на кукице имају дводимензионалну површину. Ово је било потребно, јер се смањењем величине кука неминовно смањивала и снага, те је било потребно више кука за исту снагу. Друга разлика је у томе што куке и петље имају неодређено подударање између себе. Са већим причвршћивачима на куку и ушицу, свака кука има своју ушицу. На тако малој скали као што је чичак трака, спајање сваке од ових кукица са одговарајућим ушицом је непрактично, што доводи до неодређеног подударања.
Де Местралов предлог су у почетку одбили лидери индустрије када је своју идеју однео у Лион, који је тада био центар ткања. Успео је да добије помоћ једне ткаље, која је произвела две памучне траке по Де Местраловем дизајну. Међутим, памук се похабао и истрошио у релативно кратком временском периоду. Као резултат тога, Де Местрал је почео да истражује употребу синтетичких влакана, верујући да ће она пружити отпорнији производ. Де Местрал је на крају одабрао најлон, с образложењем да се не квари и не привлачи буђ, није биоразградив и може се производити у нитима различите дебљине. Најлон је био тек недавно измишљен, а путем покушаја и грешака де Местрал је на крају открио да, када се шије под врућим инфрацрвеним светлом, најлон формира мале облике куке. Међутим, тек је требало да смисли начин да се механизује процес и да направи страна петљи. Затим је открио да најлонски конац, када је уплетен у петље и термички обрађен, задржава свој облик и отпоран је; међутим, петље су морале бити исечене на правом месту како би се могле више пута закопчавати и откопчавати. На ивици одустајања, осмислио је нову идеју. Купио је пар маказа и одсекао врхове са петљи, стварајући тако куке које би се савршено поклапале са омчама на гомили.
Механизација процеса ткања кука трајала је осам година, а још годину дана је било потребно да се направи разбој који је обрезао петље након њиховог ткања. Све у свему, било је потребно десет година да се створи механизовани процес који је функционисао.
Де Местрал је 1951. поднео своју идеју за патент у Швајцарској, који је одобрен 1955. године. За неколико година добио је патенте и почео да отвара радње у Немачкој, Швајцарској, Великој Британији, Шведској, Италији, Холандији, Белгији и Канади. Године 1957. проширио се на текстилни центар Манчестер, Њу Хемпшир у Сједињеним Државама.
Колумнисткиња Силвија Портер је први пут споменула производ у својој рубрици Вредно вашег новца од 25. августа 1958, пишући: „Са разумљивим ентузијазмом вам данас дајем ексклузиван извештај о овој вести: Измишљен је рајсфершлус без патентног затварача – коначно. Нови уређај за закопчавање је по много чему потенцијално револуционарнији него што је био патент затварач пре четврт века.“
Фирма из Монтреала, Велек, Лтд, стекла је ексклузивно право на тржиште производа у Северној и Јужној Америци, као и у Јапану, са Американ Велкро, Инк из Њу Хемпшира и Велкро продајом из Њујорка, пласирајући „беззипни зипер” у Сједињеним Државама.
Де Местрал је добио патенте у многим земљама одмах након што је пронашао причвршћиваче, јер је очекивао тренутну велику потражњу. Делимично због свог козметичког изгледа, међутим, интеграција чичак трака у текстилну индустрију потрајала је. У то време, затварачи су изгледали као да су направљени од остатака јефтине тканине, и стога нису били ушивани у одећу, нити су се широко користили када су дебитовали током раних 1960-их. Такође су се сматрали непрактичним.
Бројни производи компаније Велкро били су приказани на модној ревији у хотелу Валдорф-Асторија у Њујорку 1959. године, а тканина је добила свој први продор када је коришћена у ваздухопловној индустрији да помогне астронаутима да уђу и изађу из гломазних свемирских одела. Међутим, ово је учврстило став међу становништвом да је чичак трака нешто са врло ограниченом утилитарном употребом. Следећа велика употреба чичак траке била је код скијаша, који су увидели сличности између своје горње одеће и оне код астронаута, и тако су видели предности одела које је било лакше обући и скинути. Убрзо су уследиле роњење и бродска опрема. Видевши астронауте како чувају кесе са храном на зидовима, произвођачи дечије одеће су се придружили. Како су чичак траке постале широко коришћене тек након што их је NASA усвојила, NASA се популарно – и нетачно – сматра заслужном за њен проналазак.
Средином 1960-их чичак траке су коришћене у футуристичким креацијама модних дизајнера као што су Пјер Карден, Андре Куреж и Пако Рабан.

## Примена
Идеја швајцарског проналазача није одмах наишла на одобравање, а није била једноставна ни за спровођење. Први материјал на коме је радио је био памук, али пошто се лако цепао, окренуо се вештачким материјалима. Отежавајућа околност је била и искључиво ручна производња, али је након осам година Местрал успео да направи и машину која је правила чичак траку. Упркос труду, продаја чичак траке у почетку није била задовољавајућа, иако је сам проналазач отворио продавнице у Швајцарској, Уједињеном Краљевству, Шведској, Холандији, Белгији, Италији и Канади. Продаја је кренула тек када је НАСА почела да користи чичак траку приликом шивења одела за астронауте, а и као користан предмет да се у бестежинском стању причврсте приликом разних активности. Због тога многи мисле да је чичак траку управо открила и патентирала НАСА. Истина је да ју је популарисала, па су почеле да је користе и друге професије, као што су војници, али и спортисти попут скијаша и ронилаца. Данас се широм света користи на разним одевним предметима. Фирма Vorwerk је 1997. дала решење за лепљење подних облога чичак траком, што се сматра еколошки прихватљивијим и бржим, односно ефикаснијим решењем постављања подних облога.
NASA значајно користи причвршћиваче на кукице. Сваки спејс шатл је летео опремљен са десет хиљада инча специјалног затварача направљеног од тефлонских петљи, полиестерских кука и стаклене подлоге. Причвршћивачи овог типа се широко користе, од одела астронаута, до опреме за усидравање. У скоро бестежинским условима у орбити, такве копче се користе за привремено држање објеката и спречавање њиховог лебдења. Такви причвршћивачи налазе примену и унутар шлемова астронаута. Током оброка, астронаути користе послужавнике који се причвршћују за њихове бутине чичак трака. Овакве траке се такође користе на Међународној свемирској станици.

## Варијације
Причвршћивач са клизним увлачењем је развијен да реши неколико проблема са уобичајеним затварачима чичак трака.. Варијанте за тешке услове рада (као што су „Дуал Лок” или „Дуотек”) имају стабљике у облику печурака на свакој страни затварача, обезбеђујући звучни шкљоцај када се две стране споје. Снажан адхезив осетљив на притисак везује сваку компоненту за њену подлогу.

## Скакање
Велкро јумпинг је игра у којој људи који носе одела прекривена кукастом страном чичак трака скачу из залета и бацају се што је више могуће на зид прекривен омчастим тракама. Зид је на надувавање, и изгледа слично другим конструкцијама на надувавање. Није нужно потпуно прекривен материјалом - често ће постојати вертикалне кукасте траке. Понекад, уместо трчања, људи користе малу трамбулину.
Скакање је премашило Дејвида Летермана, са забавним компанијама које су изнајмљивале зидове и комбинезоне за 400-500 долара дневно. То се такође редовно радило у пабовима у Њујорку и на Новом Зеланду, где је такмичење у томе колико човек може да подигне ноге изнад земље. Џереми Бејлис и Грем Смит из Кри бара и грилаа у Напиеру, Нови Зеланд, започели су га након што су видели америчке астронауте како се држе на зидовима током свемирских летова. Правили су сопствену опрему за такмичења типа „људске муве“ и продавали је на Новом Зеланду.

## У популарној култури
- 1969–1972 – чичак траке су коришћене на оделима, врећама за прикупљање узорака и лунарним возилима током свих мисија Аполо програма на Месец.[21]
- 1984. – Дејвид Летерман носи одело направљено од чичак траке и скаче са трамполина на зид прекривен кореспондирајућом подлогом током интервјуа са директором индустријске продаје компаније Велкро у САД.[22][23]
- 1996. – У филму Џона Франкенхајмера Острво др Мороа, Моров помоћник у шали тврди да је доктор добио Нобелову награду за изум чичак траке.[тражи се извор]
- 1997. – Спојница је постала део шале која се понавља у разним медијима у којој се тврди да савремени људи не би били у стању да је измисле, и да је у ствари облик напредне технологије. На пример, К тврди у Људима у црном да је чичак трака оригинално била ванземаљска технологија.[24]
- 2002. - У Star Trek: Enterprise епизоди „Carbon Creek” приказано како су Вулканци увели у људско друштво чичак траку 1957. Један од Вулканаца у епизоди је назван „Местрал”, по стварном проналазачу копче и оснивачу бренда.[25]
- 2004. – Један од ликова у филму Garden State зарадио је огромно богатство измишљањем „тихе чичак траке“.[26]
- 2016. – Као првоаприлску шала, Лексис је представио „Променљиве спојнице за оптерећење задњe оријентацијe” (V-LCRO) седишта, технологију која причвршћује возача за седиште помоћу чичак траке како би се омогућила агресивнија скретања.[27]